# 나이절 만셀

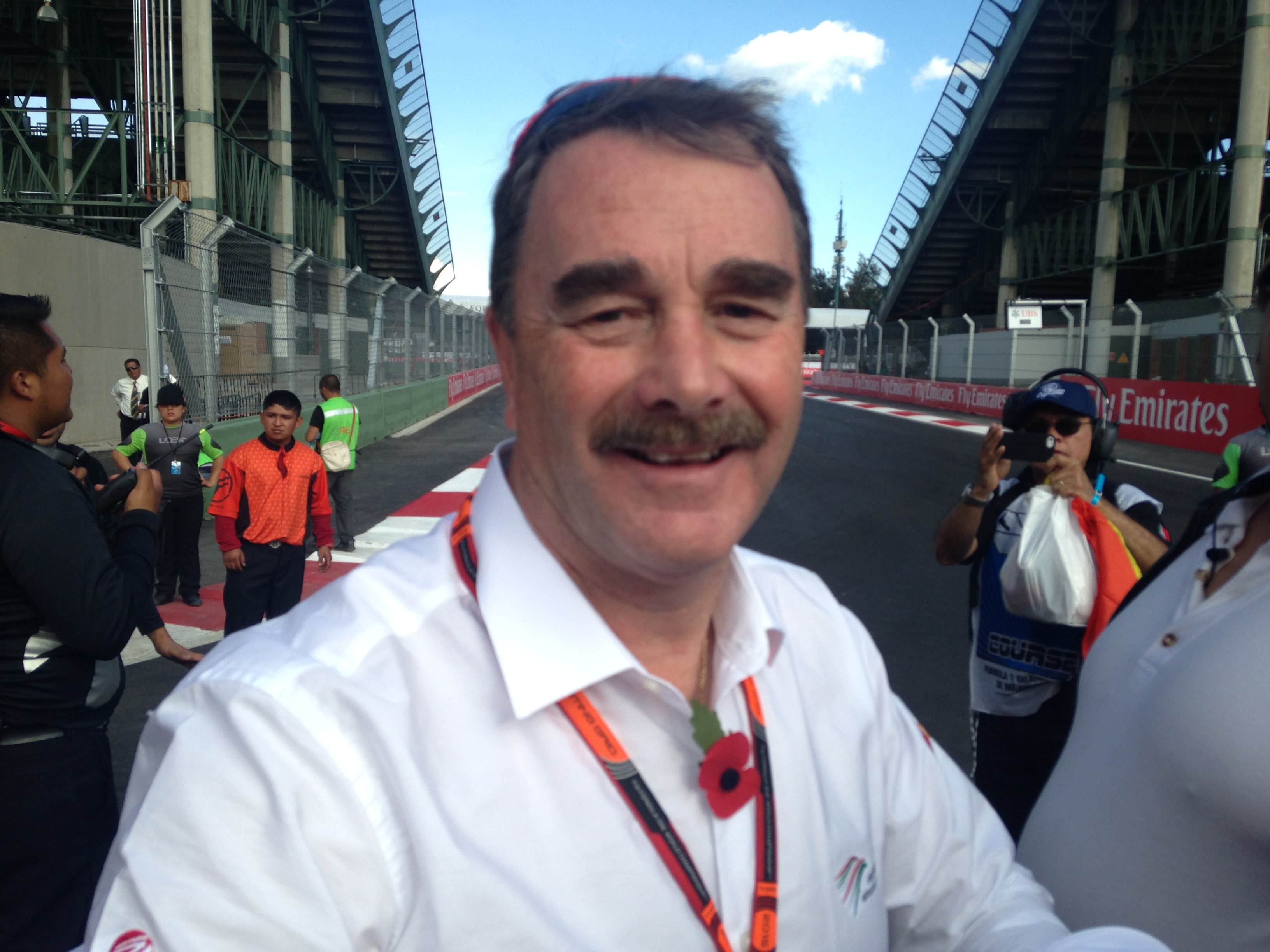
나이절 만셀 (2015년)

나이절 어니스트 제임스 만셀(Nigel Ernest James Mansell, CBE, 1953년 8월 8일 ~ )은 1992년 포뮬러 원과 1993년 CART 대회를 동시에 석권한 영국의 자동차 경주 선수이다. 아이르통 세나와 알랭 프로스트, 그리고 네우송 피케(Nelson Piquet)와 함께 당대의 가장 유명한 자동차 경주 선수 중 한 명으로 인정받고 있다.
1986, 1992년 BBC 올해의 스포츠인상 수상자이기도 하다.

## 수상

### 서훈
- 1991년 대영 제국 훈장 4등급(OBE) 수훈[2]
- 2012년 대영 제국 훈장 3등급(CBE) 수훈[1]